# 安德林吉特拉山
22°11.7′S 46°53.1′E / 22.1950°S 46.8850°E

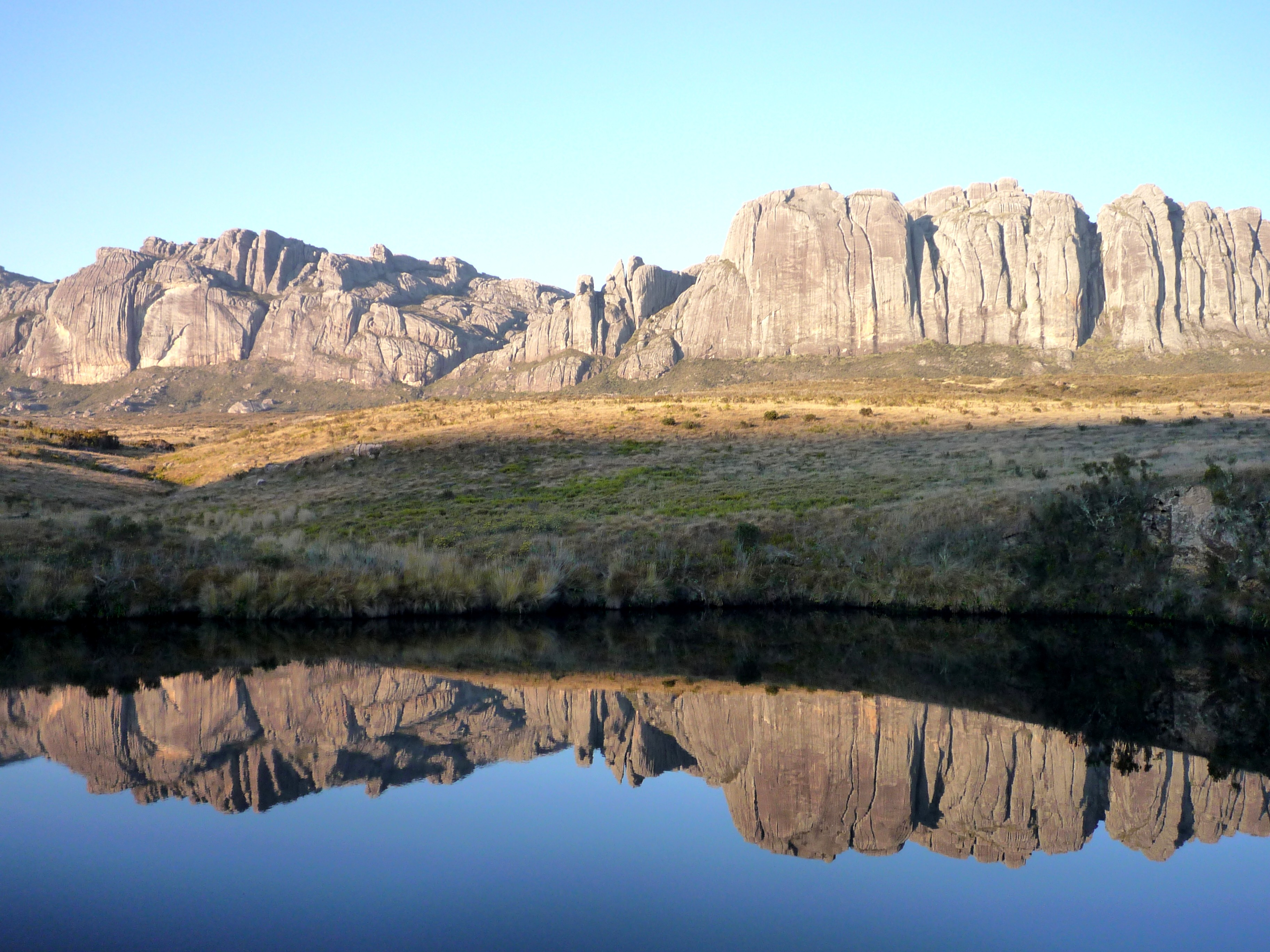

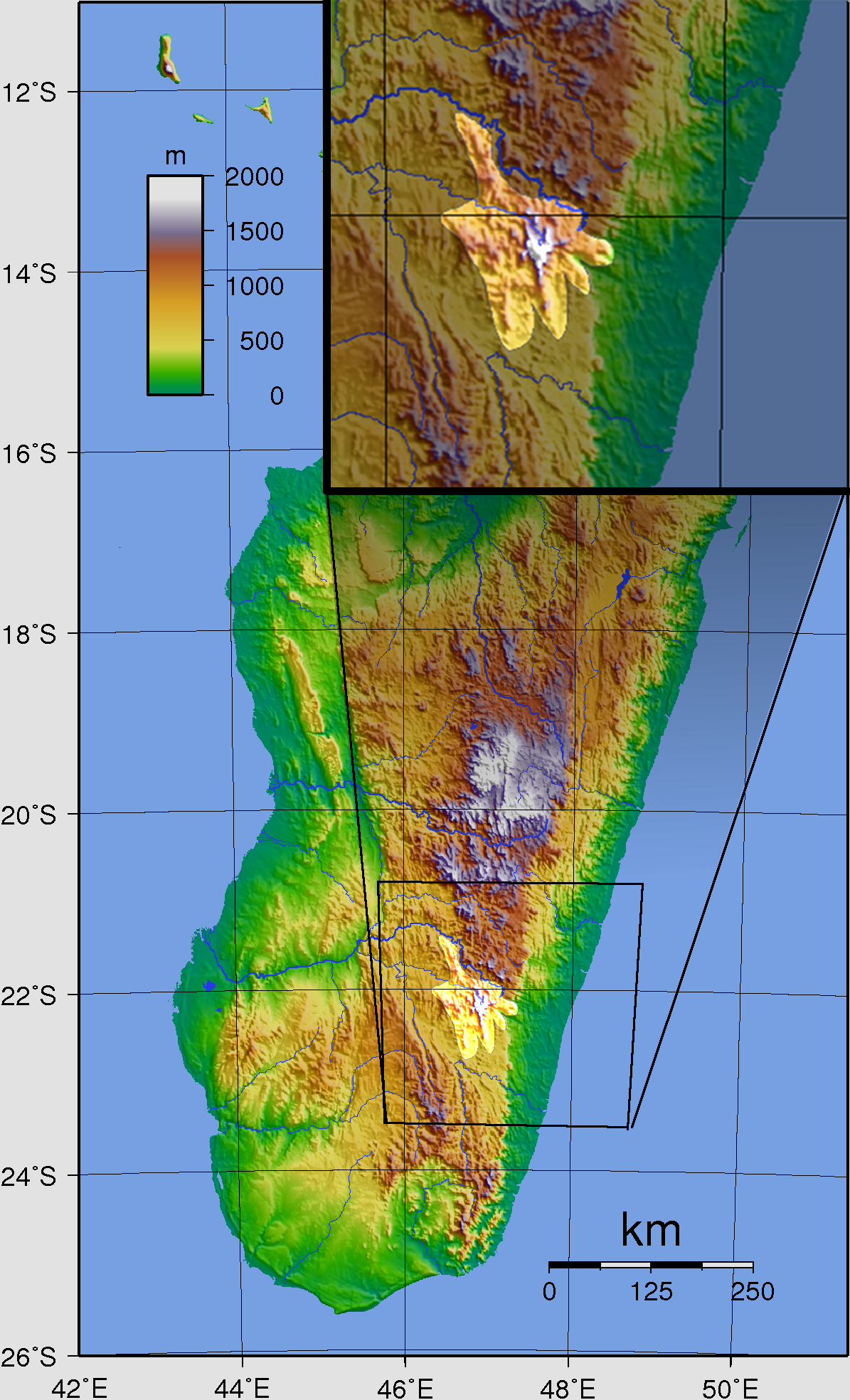

安德林吉特拉山（法語：massif d'Andringitra）是馬達加斯加的山脈，位於該國東南部菲亞納蘭楚阿省，處於安德林吉特拉國家公園，山體在前寒武紀時期由火成岩和變質岩組成，最高點海拔高度2,658米。